# Borowina (województwo pomorskie)
Borowina (kaszb. Baruta, niem. Barenhütte) – wieś kaszubska w Polsce położona w województwie pomorskim, w powiecie gdańskim, w gminie Przywidz przy drodze wojewódzkiej nr 233.
W czasie II wojny światowej na terenie Borowiny miał powstać pas startowy przy szkole szybowcowej, która zachowała się do dziś. W tym celu wysuszono znajdujące się nieopodal leśne jezioro. Pas startowy nie powstał, ponieważ spod ziemi wybijała woda. Powstało bagno.
Borowina leży około 1 km od wyciągu we wsi Trzepowo i około 4 km od wyciągu w Przywidzu.
W latach 1975–1998 miejscowość administracyjnie należała do województwa gdańskiego. Przed 1918 r. należała do powiatu kościerskiego. Obecna urzędowa nazwa miejscowości to nazwa sztuczna utworzona przez Komisję Nazw Miejscowości i Obiektów Fizjograficznych.
Inne miejscowości o podobnej nazwie: Borowina, Borowina Sitaniecka, Borowiny